# Lac Manantali
 (mars 2020).
Le lac Manantali est un grand lac artificiel, formé par la construction en 1989 du barrage de Manantali, sur la rivière Bafing au Mali. Son point nord est situé à 90 km au sud-est de la ville de Bafoulabé. Il doit son nom à la localité de Manantali située sur la rive droite du Bafing en aval de la retenue, le barrage hydroélectrique de Manantali.

## Géographie
Le Lac Manantali mise en service en 1987 couvre une superficie de plus de 460 km2 au centre de la commune de Bamafélé.
Le lac de retenue, le lac Manantali, couvre une superficie de 477 km2 et peut contenir un volume de 11 milliards de m3 d’eau à l'élévation maximale de 208 m. La profondeur moyenne du réservoir est de 20,8 m et atteint une valeur maximale de 50 m.

## Liens
- https://na.unep.net/atlas/webatlas.php?id=251

- (en) Cet article est partiellement ou en totalité issu de l’article de Wikipédia en anglais intitulé « Lake Manantali » (voir la liste des auteurs).